# Эспланада (Рига)

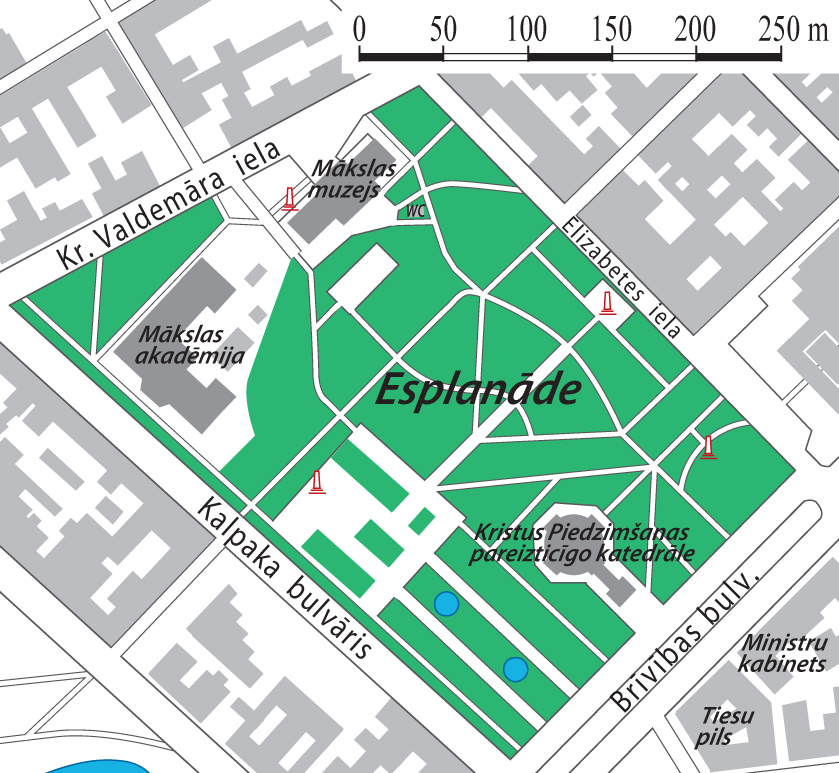
План парка «Эспланада». Начало XXI века

Эсплана́да (латыш. Esplanāde) — парк, расположенный в центре Риги между улицами Элизабетес, Кришьяня Валдемара, бульварами Бривибас и Калпака.
Площадь парка — 8,7 га. В нём произрастают 10 местных видов деревьев и кустарников (например, граб обыкновенный), а также 82 редких типа, интродуцированных Альфредом Капаклисом (в том числе сорт лесного бука Antropunicae и амурский бархат).

## История

### XVIII—XIX века
Место, в котором располагается современный парк, традиционно отличалось песчаным холмистым рельефом. Песчаные холмики, окружавшие город и реку Ригу, протекавшую вдоль крепостной стены, предопределили многие топонимы: Большая песчаная дорога, Песчаный бастион (на его месте сейчас Бастионная горка), Песчаная (в будущем Пороховая) башня. В частности, название важного для истории Риги холма Куббе восходит к имени предводителя ливов Каупо, согласившегося некогда сотрудничать с немецкими завоевателями и принявшего христианство. Этот холм располагался приблизительно там, где теперь возвышается монументальное неоготическое здание Латвийской Академии художеств, отличающееся строгими упорядоченными формами (фигурировало на заднем плане в первой серии фильма о Шерлоке Холмсе «Приключения Шерлока Холмса и Доктора Ватсона» во время совместной прогулки Ватсона и Стэмфорда по лондонскому парку, роль которого исполнила рижская Эспланада).
Холм Куббе был срыт в период правления императрицы Екатерины II (в 1783—1784 годах), когда инспектором системы рижских укреплений являлся генерал-майор Иван Голенищев-Кутузов. Было решено, что холм представляет собой опасность при потенциальной осаде города вражескими войсками (ещё в 1621 году армия шведского короля-полководца Густава II Адольфа успешно атаковала рижскую крепость, воспользовавшись выгодной высотой). Распоряжение срыть холм делал в своё время и генерал-губернатор Шведской Ливонии Эрик Дальберг под впечатлением визита Великого посольства в марте-апреле 1697 года. Однако нерасторопность подчинённых помешала своевременно исполнить приказ Дальберга.
В настоящее время археологам сложно выяснить, насколько древним было вендское поселение на территории Риги, так как археологические артефакты утрачены вместе со срытым холмом Куббе.
Город в период средневековья сохранил этот участок земли за крепостными стенами. Официально в состав города он входить не мог — в этом заключается суть эспланады как свободного элемента крепостной системы города — открытого пространства, расположенного между крайними участками защитного укрепления и первыми домами, находящимися на территории пригородов.
В то же время жители, которые за какие-либо правонарушения подвергались изгнанию за пределы крепостной стены, имели обыкновение селиться у песчаных горок, недалеко от городских ворот. Многие там налаживали собственное дело, ведя нелегальную торговлю с крестьянами, приезжавшими в город с целью сбыта продукции. Однако согласно закону, ратифицированному рижским магистратом, только горожане имели право перекупать товары, привозимые сельскими жителями в город. По этой причине ратманы снарядили бригаду квалифицированных домоломов, которые в 1543 году сровняли с землёй «кустарное» поселение свободных торговцев. Подобные самовольные строения, которые примыкали к наружной стороне городских укреплений, уже неоднократно уничтожались согласно приказам ратманов, но позже вновь отстраивались. Наконец, в 1772 году деревянные дома были снесены за один день с категорическим запретом их отстраивать заново. Тогда-то и образовалась незастроенная свободная полоса. Именно этот год можно считать годом рождения визитной карточки рижского центра — эспланады, правда, в значении компонента фортификационной системы, а не в современном значении парка.
После несостоявшегося наполеоновского нашествия на Ригу, когда по ложной тревоге были преданы огню 782 здания, а 6500 человек остались без крыши над головой, эспланада временно теряет своё стратегическое значение, однако уже после принятия маркизом Паулуччи плана по восстановлению рижских предместий воссозданная эспланада стала функционировать как «экзерцирплац». На ней постоянно проводились тренировки кавалерии, военные парады, демонстрировалось новое вооружение. Также здесь устраивались зимние ярмарки и празднование бедными слоями населения Умуркумурса в осенние сезоны (этот праздник был связан с периодом польско-шведской войны, особенно тяжёлой для крестьянских хозяйств в 1601—1608 годы, которых ждало неминуемое разорение). В связи с установившейся традицией холм Куббе, носивший также названия Рижский и Яковлевский, в народе часто именовался «Hungerkummerberg». Вокруг него был разбит лагерь беженцев, многие из которых более десяти лет спасались от военного террора под стенами города-крепости. Позже вокруг холма устраивались широкомасштабные народные гуляния, возле него ставили столб, тщательно натёртый цветным мылом, на самом верху размещались подарки. Получить их мог самый ловкий, которому удавалось вскарабкаться до вершины.
В 1843 году Эспланада приобретает название Марсово поле (см. аналогичные значения — Марсово поле). В 1858 году территория снова меняет название на Парадную площадь. Военное ведомство долгое время сохраняло запрет на застройку, однако и ни в коей мере не хотело отменять кавалерийские и пехотные парады и тренировки, порядком поднадоевшие жильцам капитальных жилых домов, которые в изобилии появлялись в окрестностях во второй половине XIX века (особенно когда раздавались ружейные залпы и фейерверки). Трижды на Эспланаде проводились Балтийские выставки достижений сельского хозяйства (1865, 1871 и 1899 годов), что в какой-то степени обеспечивало поддержание репутации этой территории.

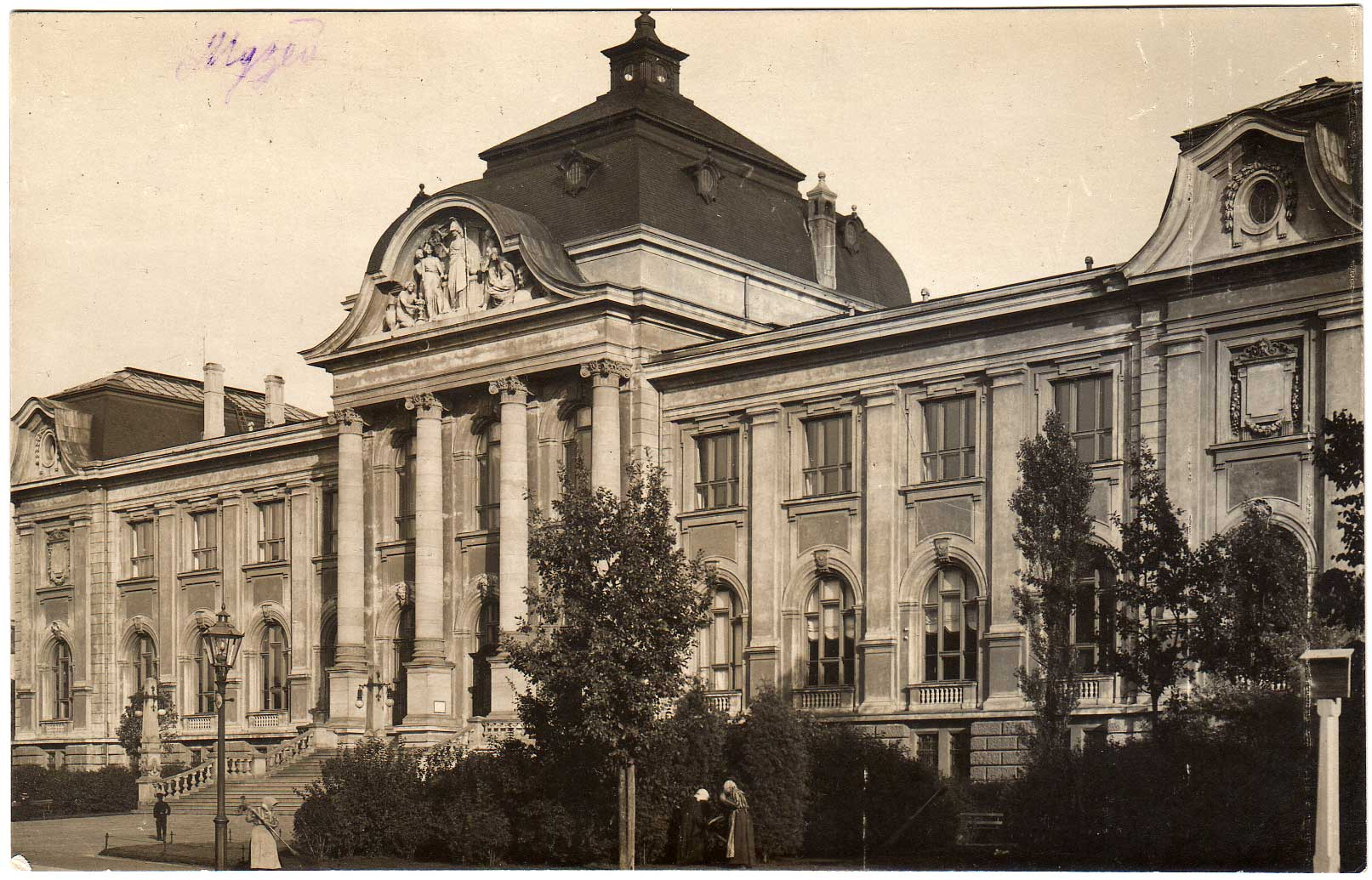
Художественный музей. Построен в 1905 году

26 декабря 1875 года на площади началось строительство Христорождественского кафедрального собора по проекту выпускника Императорской Академии художеств Роберта Пфлуга. Для главного православного храма Прибалтийских губерний городскими властями было сделано исключение в вопросах застройки Эспланады.
Запрос о строительстве на площади Биржевой школы временно отклонили. Градоначальник Людвиг Керковиус и городские власти искали место для строительства художественного музея, которое уже проектировал архитектор Вильгельм Нейман.

### Начало XX века
В середине марта 1900 года была созвана специальная комиссия для решения вопроса о статусе зоны Эспланады. Опираясь на просьбы владельцев роскошных домов, которые примыкали к рижским бульварам, представители городского совета предложили военному ведомству перенести воинский плац на периферию города — в Митавский форштадт (район Задвинья).
В середине августа 1901 года на Эспланаде проходила юбилейная торгово-промышленная выставка «700 лет Риге». Экспозиция размещалась в 40 павильонах, выполненных в стиле модерн. Автором многих павильонов выступил городской архитектор Макс Шервинский, отец известного латвийского церковного зодчего Владимира Шервинского.

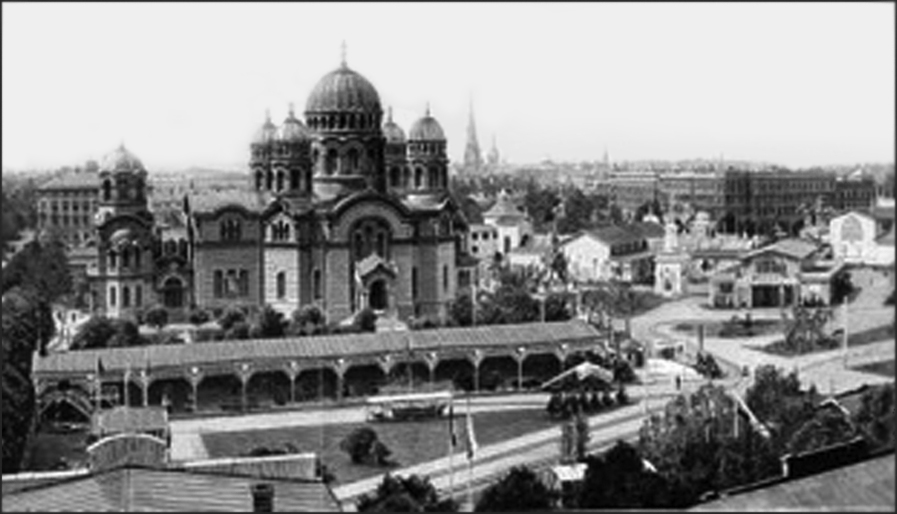
1901 год. Рига, Эспланада. Юбилейная выставка «700 лет Риге»
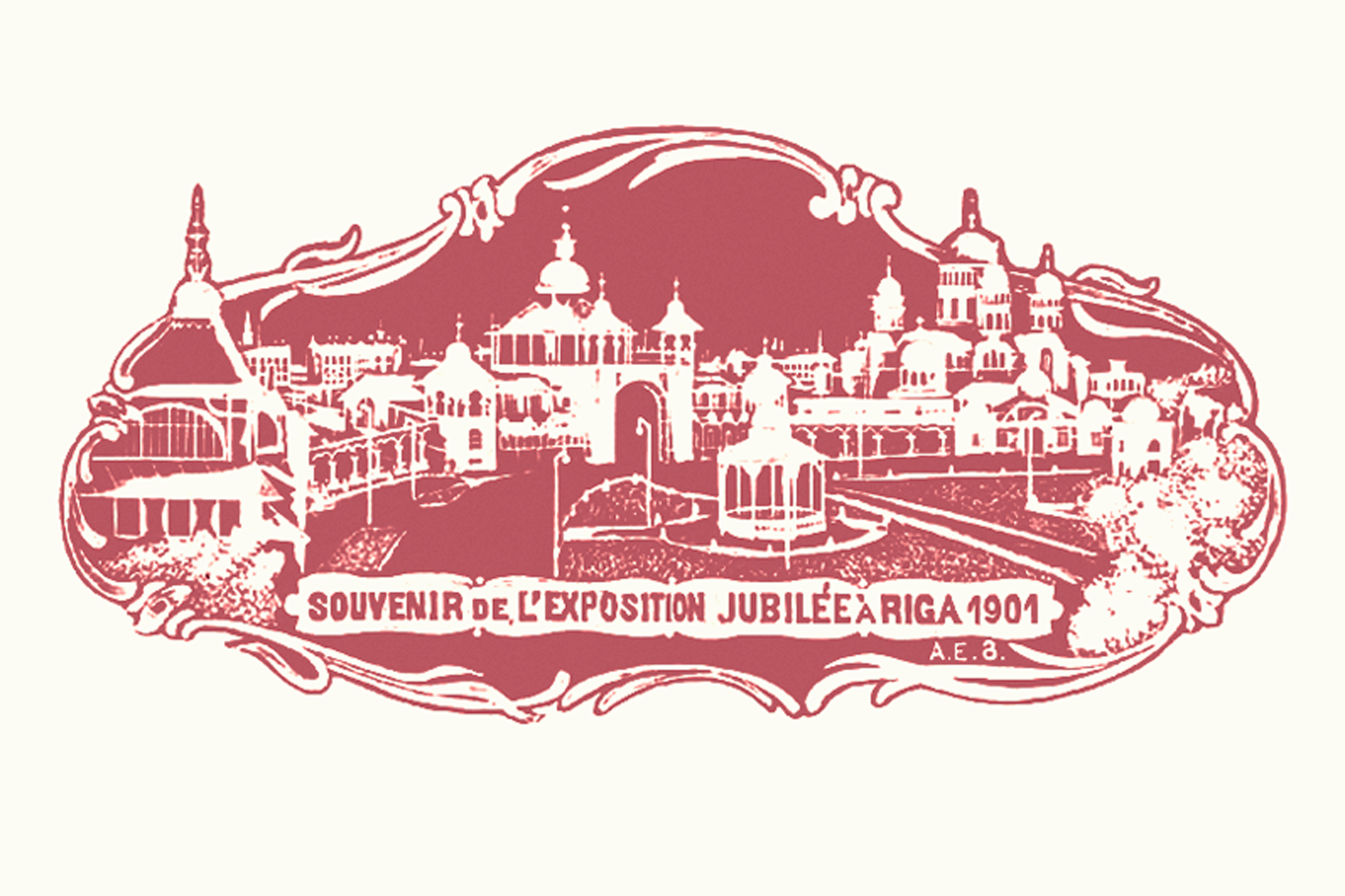
Виньетка «Выставка 700 лет Риге». Почтовая карточка, 1901 год
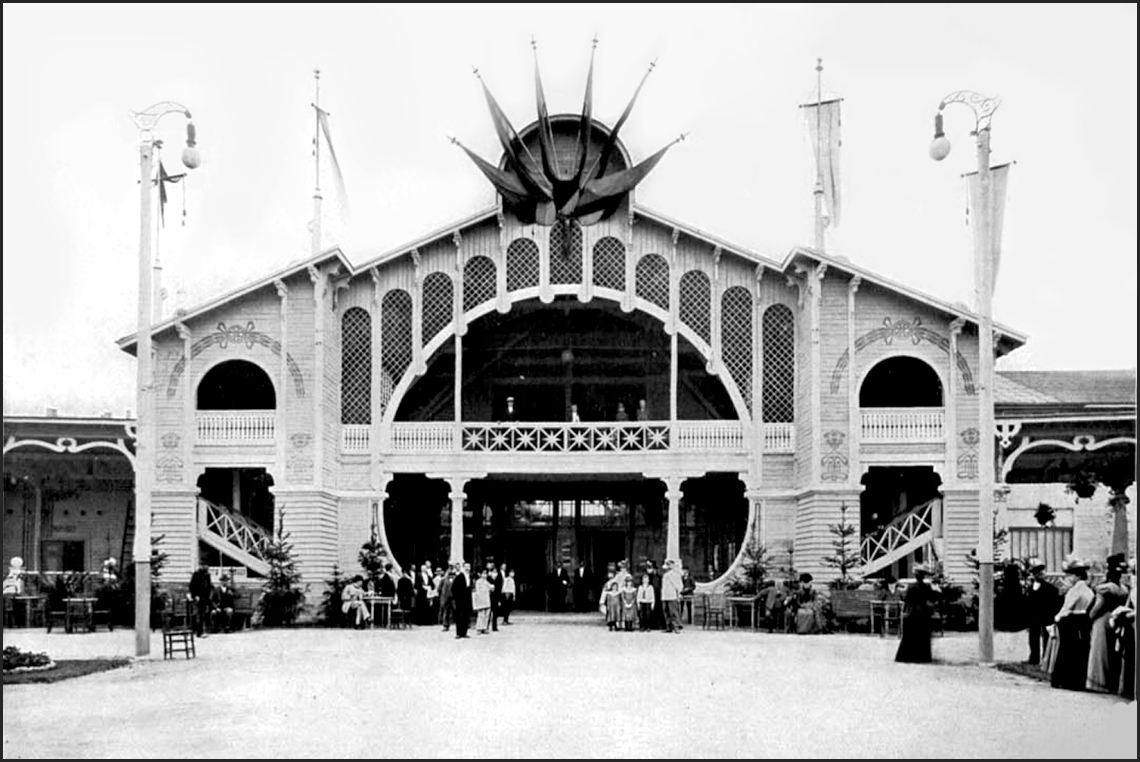
Главный вход на выставку. Архитектор М. Шервинский

Перед открытием выставку посетил министр торговли Российской империи, и остался доволен увиденным. Визит министра оказал прямое влияние на изменение статуса эспланадной зоны, и 10 января 1902 года принцип неприкосновенности площади был ликвидирован.
Вскоре ввели в действие указ о прекращении парадов на Эспланаде и разрешена застройка территории знаковыми сооружениями. Некоторым военным чинам для верховой езды отвели пересекающую площадь аллею (между нынешними улицами Реймерса и Сколас).

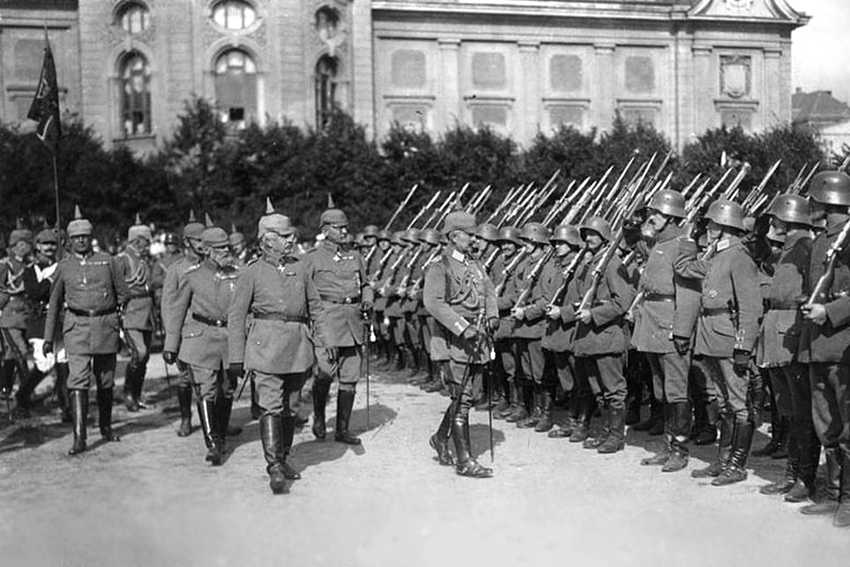
Кайзер Вильгельм II инспектирует германские войска в оккупированной Риге. Эспланада, 1917 год

В центре Эспланады был разбит регулярный парк (проект насаждений — ландшафтный архитектор Георг Куфальдт), на боковых аллеях стали работать два фонтана — каждый день по два часа, и три часа по воскресеньям и праздникам.
Городской голова Риги Джордж Армитстед дал разрешение на строительство здания Рижского биржевого училища (сооружено архитектором Вильгельмом Бокслафом в 1905 году).
К этому времени архитектор В. Нейман достраивает Художественный музей, бессменным директором которого он был до 1919 года.
С 21 августа 1917 года по 3 января 1919 года Рига была оккупирована германскими войсками. Сюда прибывает кайзер Германии Вильгельм II и принимает на Эспланаде военный парад.

### 1918—1920 годы. Парк Коммунаров
3 января 1919 года части латышских красных стрелков освободили Ригу от немецких оккупантов. 13 января 1919 года провозглашена Социалистическая Советская Республика Латвии. С этого времени на Эспланаде стали проходить демонстрации и военные парады Армии Советской Латвии.
14 января 1919 года на Эспланаде прошла массовая демонстрация, в ходе которой за Христорождественским кафедральным собором были торжественно захоронены 27 латышских коммунаров, погибших в революционных событиях.
Территория вместе с парком и площадью была переименована в Парк Коммунаров. Новое название провозглашено Петром Стучкой в этот же день на торжественном памятном митинге.
В украшении площади к торжественным мероприятиям принимали участие художники и скульпторы из отдела искусств, который был создан при Комиссариате народного просвещения Советской Латвии.

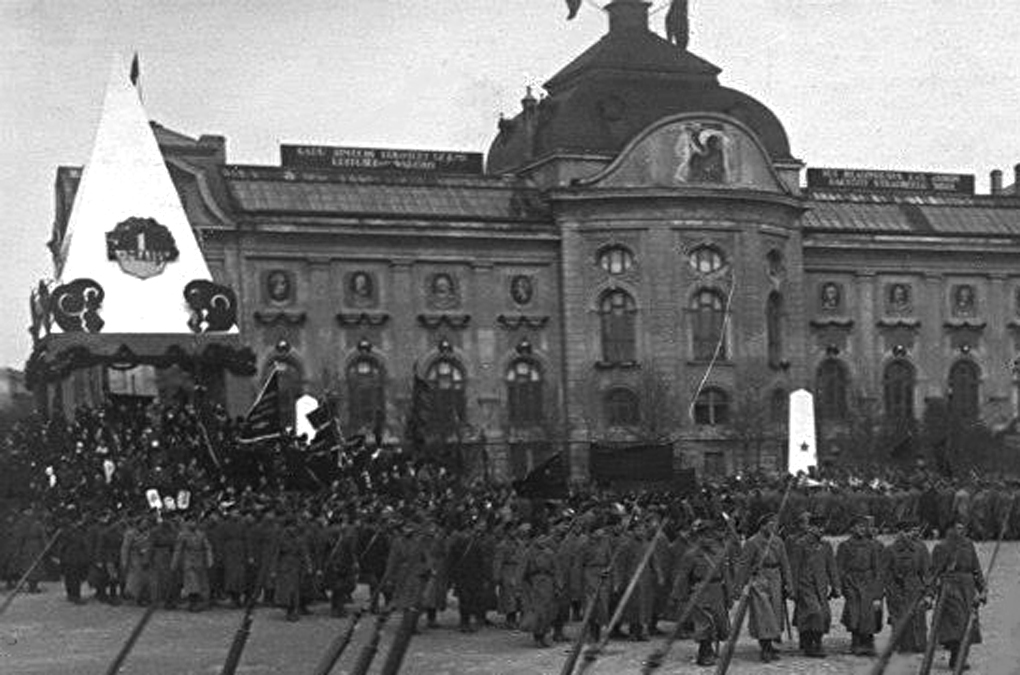
Парад Армии Советской Латвии. 1919 год
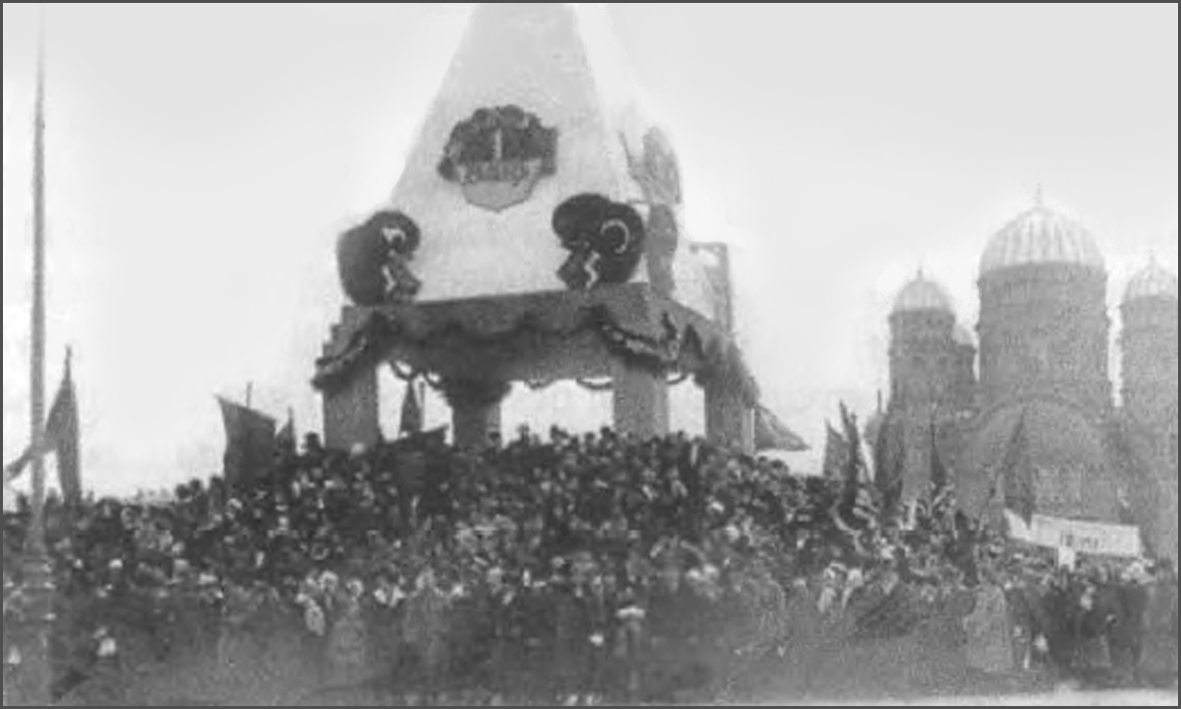
Участники демонстрации у «Первомайской композиции»
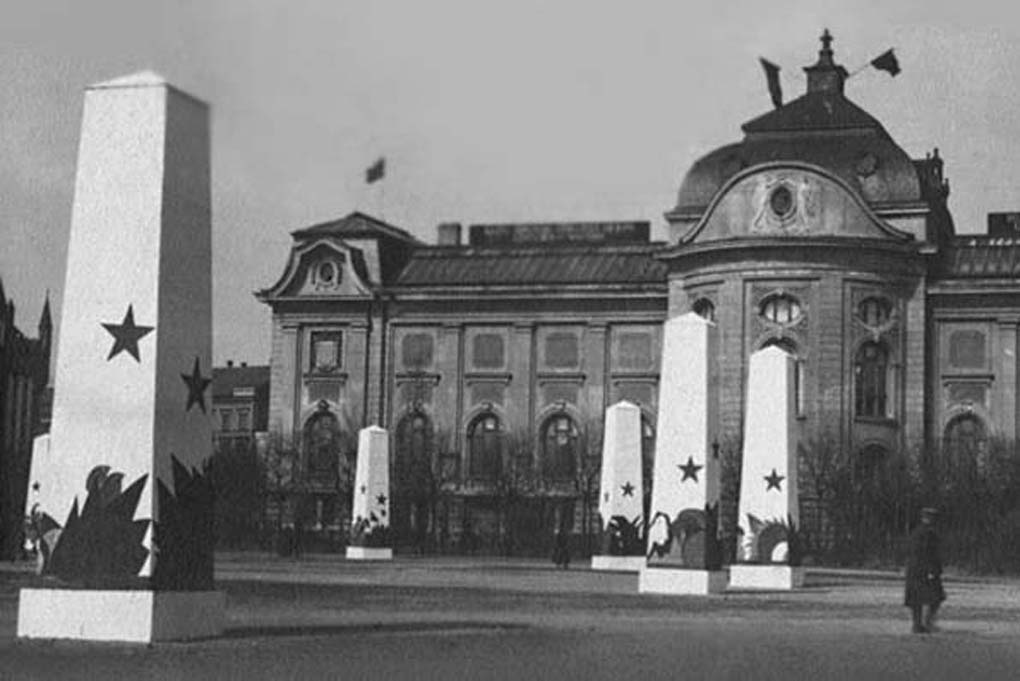
Праздничное украшение площади перед парадом 1 мая 1919 года

Пространственные конструкции, скульптуры и транспаранты к праздничным мероприятиям на Эспланаде и примыкающим к площади улицам проектировали Ансис Цирулис, Отто Скулме, Конрад Убан, Буркард Дзенис, Роман Сута, Янис Куга, Янис Лиепиньш, Вельдемар Тоне, Екаб Казакс и другие мастера, впоследствии ставшие известными деятелями латвийского изобразительного искусства.
Название «Парк Коммунаров» просуществовало до весны 1920 года и было восстановлено уже в Латвийской ССР в августе 1940 года.

### 1920—1939 годы. Площадь Единства

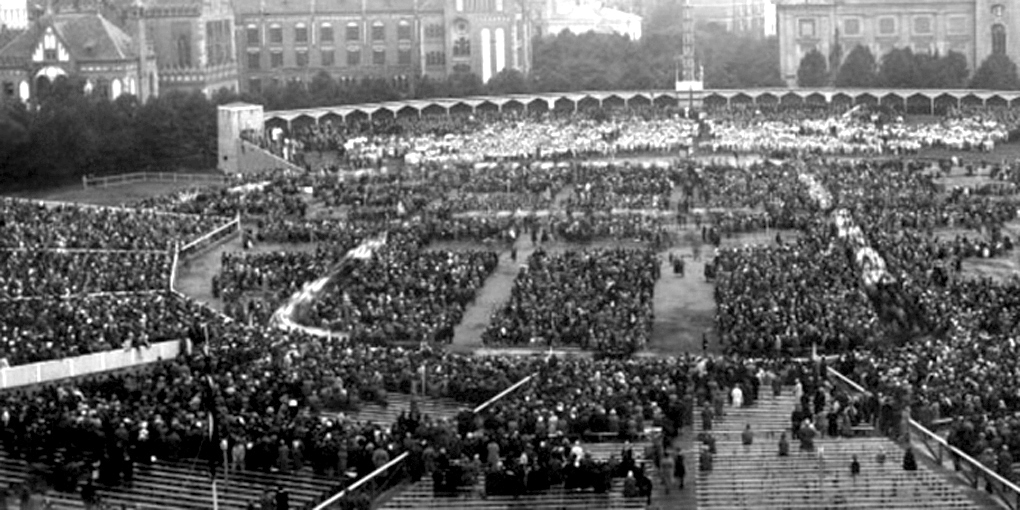
Праздник песни. 1931 год

Праздник песни. 1933 год

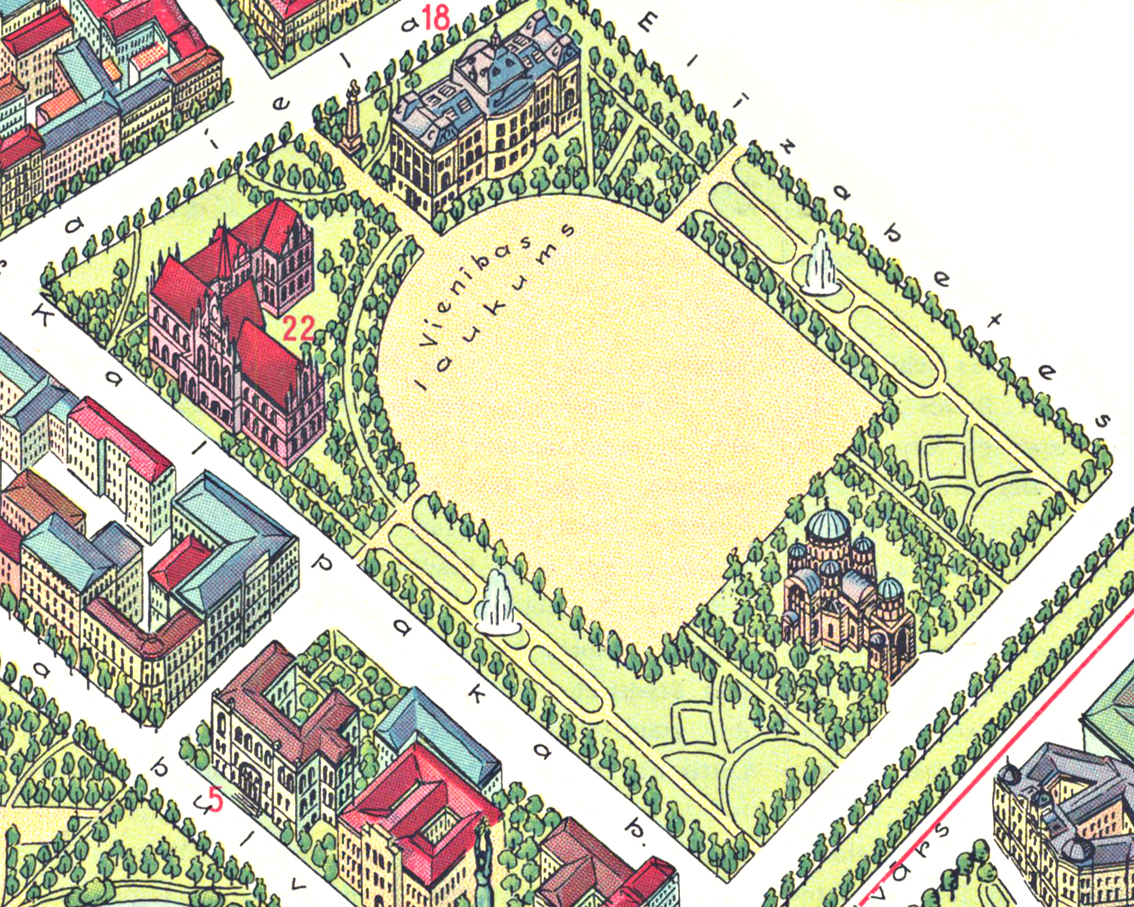
План площади Единства. 1935 год

4 ноября 1920 года останки коммунаров были перенесены на Братское кладбище — крупнейшее воинское кладбище в Латвии.
В 1920 году площади возвращено прежнее название — Эспланада. Зимой здесь устраивались рождественские ярмарки, ёлочный базар и городской каток. Во все остальные сезоны тут работали развлекательные заведения.
С начала 1920-х годов Эспланада стала местом проведения Праздников песни и танца.
Третий по счёту праздник песни и танца состоялся на Эспланаде ещё в 1888 году. Седьмой Праздник песни — в 1931 году.
После государственного переворота 15 мая 1934 года Карлис Улманис вернул площади прежние функции — здесь стали проводиться военные парады и демонстрации. Эспланада была переименована в Площадь Единства (латыш. Vienības laukums).

### Парк Коммунаров

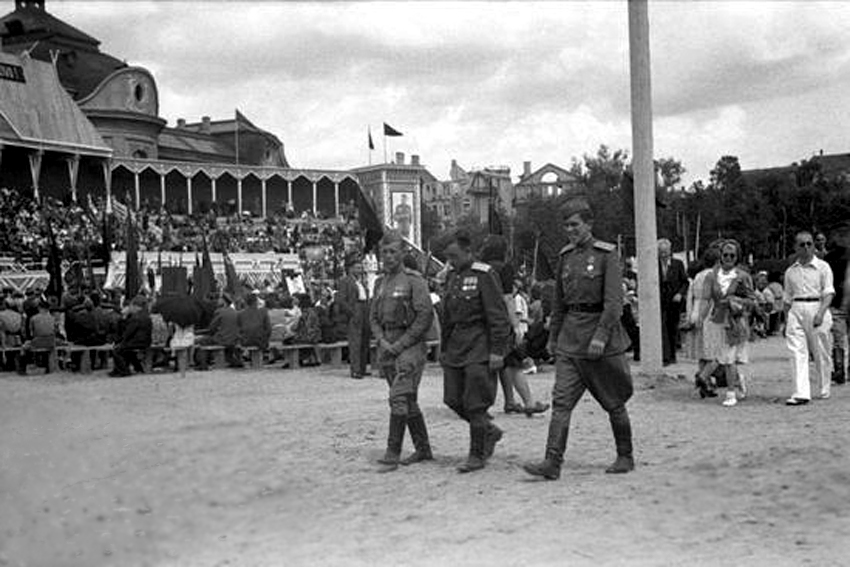
Празднование 5-й годовщины Латвийской ССР. 21 июля 1945 года

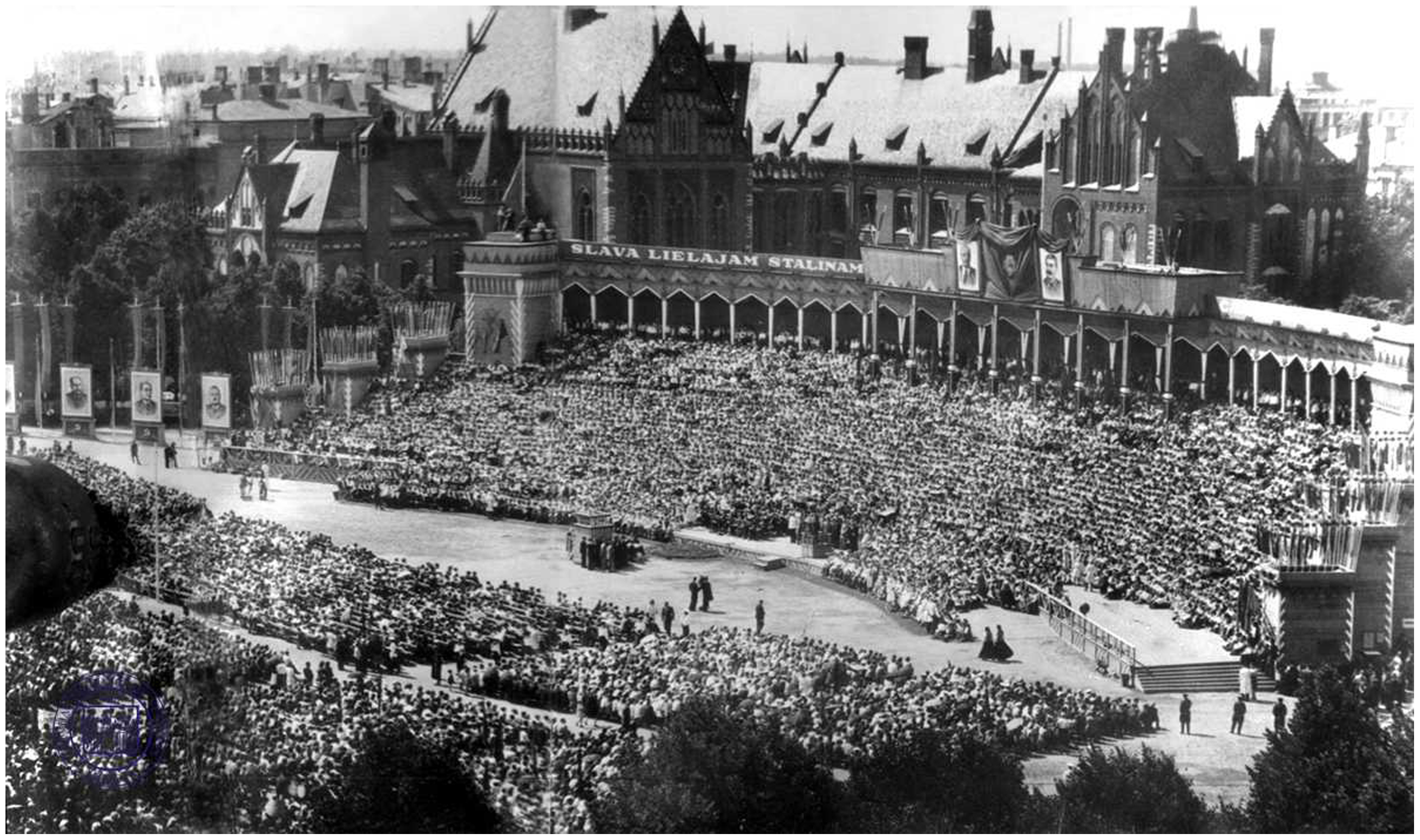
Праздник песни. 1948 год

После присоединения Латвии к СССР площадь Единства (Эспланада) вновь стала называться Парком Коммунаров.
Здесь проходили празднование 5-й годовщины Латвийской ССР (21 июля 1945 года) и два первых Праздника песни Советской Латвии (1948 и 1950 годов). Многотысячный хор располагался на специально построенной для этих мероприятий временной эстраде.
К началу 1950-х годов разработана система регулярной планировки, во многом отражавшая концепцию советского парка культуры и отдыха. Над осуществлением проекта работал архитектор Карлис Плуксне и мастер садово-паркового искусства Альфред Капаклис.
Одна из композиционных осей парка проходила параллельно нынешнему бульвару Бривибас (в то время — улица Ленина) за зданием Христорождественского собора, на этом участке делался акцент на зелёные насаждения (стриженые живые изгороди, партер). Другая (главная) ось парка была перпендикулярна первой и проходила слева от собора — широкая аллея с фонтанами и цветочными партерами.
В 1953 году завершились садово-парковые работы по благоустройству. В парке были установлены скамейки, детская площадка с бассейном, основные дорожки покрыты декоративной плиткой, работали киоски.
В зимнее время здесь проходили новогодние базары с праздничной иллюминацией, на центральной аллее устанавливали ёлку и детские снежные горки, заливали каток.
В 1954 году в парке планировали воздвигнуть памятник И. В. Сталину, были готовы постамент и модель семиметровой фигуры генералиссимуса, созданной известными латвийскими скульпторами Александрой и Янисом Бриедисами. От идеи сооружения этого монумента отказались после доклада «О культе личности и его последствиях» на XX съезде КПСС в 1956 году: над фундаментом был разбит розарий, а в 1965 году установлен памятник Райнису.
В советский период в парке были поставлены специально разработанные фонари, сооружены фонтаны, проведены дорожки с бетонным покрытием, бордюры, регулярно оформленные газоны и клумбы, добавлены новые для парка породы деревьев. Парк также являлся местом запуска праздничного салюта.

## Памятники

Памятник Барклаю-де-Толли. 2016 год

В 1912 году, в честь столетнего юбилея победы в Отечественной войне 1812 года, было решено установить памятник генералу Михаилу Барклаю-де-Толли (подробнее см. Памятник Барклаю-де-Толли).
В начале 1915 года, ввиду приближения линии фронта, в ходе операции по эвакуации ценностей, бронзовая скульптура была отправлена в глубь России. Дальнейшая её судьба неизвестна.
В 2002 году на постаменте, пустовавшем около 90 лет, установлена копия памятника Барклаю-де-Толли (в роли мецената выступил латвийский предприниматель Евгений Гомберг). В конце октября 2024 года памятник был демонтирован.
С противоположной стороны собора предполагалось установить памятник другому известному земляку, военному инженеру периода Крымской войны Эдуарду Тотлебену (один из бульваров Риги, окаймляющих парк, носил его имя), однако этот проект не был осуществлён из-за начала Первой мировой войны.

Памятник Янису Розенталю перед зданием Национального художественного музея

В 1936 году перед зданием Латвийского национального художественного музея установлен памятник-бюст основоположнику латышской живописи — Янису Розенталю (скульптор Буркард Дзенис).
В 1960 году в парке, на «Аллее героев», архитектором Карлисом Плуксне установлены семь мемориальных бюстов, посвящённых латышским революционерам, партийным, государственным и военным деятелям — А. Берце (Арайсу), Я. Янсону (Брауну), О. Ошкалну, Ф. Розиню, Я. Рудзутаку, И. Судмалису и Я. Шилфу (Яунзему).
Впоследствии были поставлены бюсты советским военным, государственным и партийным деятелям: Я. Алкснису, Я. Фабрициусу, Я. Петерсу, И. Лепсе, Р. Эндрупу, Ю. Данишевскому, Жене Егоровой, О. Карклиню, Я. Круминю (Пилату).
Бронзовые скульптурные портреты героев создавали: Валдис Албергс, Лев Буковский, Андрис Варпа, Леа Давыдова-Медене, Янис Зариньш, Гуна Звайгзните, Зента Звара, Ванда Зевалде, Инесе Круминя.
14 февраля 1992 года, когда парку вернули историческое название — Эспланада, бюсты латышских революционеров, деятелей Советской Латвии и СССР демонтировали.

Памятник Райнису

11 сентября 1965 года, в честь столетия со дня рождения народного поэта Латвии Райниса, в парке был открыт большой гранитный монумент.
Автор замысла — заслуженный деятель искусств Латвийской ССР, скульптор Карлис Земдега. Памятник в граните осуществляли скульпторы А. М. Гулбис и Л. А. Блумберг, архитектор Дзинтарс Дриба.
В этот же день — 11 сентября — проведены первые в истории Латвии Дни поэзии.
В 2006 году в секторе со стороны улицы Элизабетес установлен памятник Оскару Калпаксу (автор — латвийский скульптор Глеб Пантелеев).